# Episodi di The Affair - Una relazione pericolosa (terza stagione)
La terza stagione della serie televisiva The Affair - Una relazione pericolosa (The Affair), composta da dieci episodi, è stata trasmessa sul canale statunitense via cavo Showtime dal 20 novembre 2016 al 29 gennaio 2017.
Negli Stati Uniti, gli episodi 301 e 302, sono stati resi disponibili in anteprima l'11 e il 21 novembre 2016 sul sito web di Showtime, su YouTube e sui servizi Showtime On Demand e Showtime Anytime.
In Italia, la stagione è andata in onda sul canale satellitare Sky Atlantic dal 30 novembre 2016 al 1º febbraio 2017.
Abigail Dylan Harrison sostituisce Leya Catlett nel ruolo di Stacey Solloway, entrando nel cast principale della serie insieme Catalina Sandino Moreno, Omar Metwally, e anche Irène Jacob la quale lascia la serie nel finale di stagione insieme a Julia Goldani Telles e Jake Siciliano. Josh Stamberg riappare come guest star.
| nº | Titolo originale | Titolo italiano          | Prima TV USA     | Prima TV Italia  |
| -- | ---------------- | ------------------------ | ---------------- | ---------------- |
| 1  | 301              | Nuovo inizio             | 20 novembre 2016 | 30 novembre 2016 |
| 2  | 302              | Relazioni complicate     | 27 novembre 2016 | 7 dicembre 2016  |
| 3  | 303              | L'amore cortese          | 4 dicembre 2016  | 14 dicembre 2016 |
| 4  | 304              | Festa di compleanno      | 11 dicembre 2016 | 21 dicembre 2016 |
| 5  | 305              | Il dolore di una perdita | 18 dicembre 2016 | 28 dicembre 2016 |
| 6  | 306              | La casa sul lago         | 1º gennaio 2017  | 4 gennaio 2017   |
| 7  | 307              | Dipendenze               | 8 gennaio 2017   | 11 gennaio 2017  |
| 8  | 308              | Decisioni                | 15 gennaio 2017  | 18 gennaio 2017  |
| 9  | 309              | Alter ego                | 22 gennaio 2017  | 25 gennaio 2017  |
| 10 | 310              | Parigi                   | 29 gennaio 2017  | 1º febbraio 2017 |

## Nuovo inizio
- Titolo originale: 301
- Diretto da: Jeffrey Reiner
- Scritto da: Sarah Treem

### Trama
Sono passati tre anni da quando Noah è finito in prigione dopo essersi preso la colpa per la morte di Scotty, ormai è stato rilasciato, lavora come insegnante al Livingston College, benché non si tratti di un posto fisso, al momento non è nemmeno pronto per riallacciare i rapporti con i figli. Suo padre muore per enfisema e lui va al suo funerale, facendo un discorso poco convincente davanti ai presenti, infatti lui e il padre avevano un pessimo rapporto. Al funerale vengono pure Helen, Martin, Trevor e Stacey, al momento Noah vive con la sorella Nina e il cognato, alcuni danno anche la colpa a Noah della morte del padre che è sempre stato in pensiero per lui. Noah va a fare visita alla tomba della madre Rebecca, l'uomo da un po' di tempo sente che qualcuno le perseguita. Noah lascia la casa della sorella dopo aver avuto una discussione con suo cognato il quale ha scoperto che il suocero ha lasciato la casa in eredità a Noah benché siano stati lui e Nina a occuparsene, infatti Nina e suo marito non se la passano molto bene economicamente. Noah lascia la casa a Nina dato che per lui non ha valore, e trova un appartamento. Noah inizia a fare amicizia con una sua collega, la brillante e affascinante professoressa francese Juliette Le Gall. Lei lo invita a cena insieme ai suoi studenti, dove parlano delle diverse sfaccettature del sesso, dell'amore e del romanticismo. Juliette bacia Noah, e proprio quando stavano per fare l'amore, lui si tira indietro e torna nel suo appartamento dove una strana figura oscura gli arriva alle spalle e lo ferisce gravemente al collo.

## Relazioni complicate
- Titolo originale: 302
- Diretto da: John Dahl
- Scritto da: Anya Epstein

### Trama
Vic si è trasferito da Helen e i ragazzi, sebbene viva nel seminterrato, lei e Vic vanno a cena da Whitney che vive insieme al suo nuovo fidanzato, Furkat, il suo capo, un artista di successo, molto più vecchio di lei. Durante la cena Helen litiga con la figlia sia perché non approva la sua relazione dato che Furkat si presenta come un uomo arrogante e losco (oltre al fatto che ha lasciato l'università) sia per l'atteggiamento aggressivo nei confronti di Noah, che Whitney pare voler eliminare dalla sua vita, lei infatti crede come tutti che Scotty lo abbia ucciso lui. Quando Helen e Vic tornano a casa hanno un'accesa discussione, specialmente perché la presenza di Noah è troppo forte nel loro rapporto. Vic le fa capire che vuole di più dalla loro storia quindi si trasferisce a dormire nella camera da letto di Helen. Alison, che da tempo aveva informato Luisa e Cole che quest'ultimo è il vero padre di Joanie, la cresce insieme a loro almeno finché non ha avuto un esaurimento nervoso, tutto ebbe inizio un giorno quando Joanie si ammalò, Alison impazzì e decise di internarsi in una clinica dando a Cole l'affidamento esclusivo della figlia. Alison torna a Montauk dopo essere uscita dalla clinica, e cerca di convincere Cole a farla rientrare nella vita di Joanie, tra l'altro nel corso di questi anni Cole è diventato un uomo d'affari di successo, il Lobster Roll ha buoni fatturati e lui e i suoi fratelli hanno aperto una piccola attività edile. Cole e Luisa non intendono concedere a Alison l'affidamento congiunto di Joanie, spiegandole quanto la piccola abbia sofferto dopo che Alison se ne andò, lei si sentiva abbandonata. Alison amareggiata incontra Oscar, il quale ormai si è sposato e ha un figlio, lui le consiglia di rivolgersi a un buon avvocato. Alison dipinge una delle stanze della sua casa di giallo, il colore preferito di Joanie, infatti quella sarà la sua stanza, poi riceve una bellissima sorpresa: Cole le ha portato Joanie, che con felicità riabbraccia la madre. Alison ringrazia sentitamente Cole, che però ci tiene a precisare che lo ha fatto solo per la figlia.

## L'amor cortese
- Titolo originale: 303
- Diretto da: Jeffrey Reiner
- Scritto da: David Henry Hwang

### Trama
L'episodio inizia alcune ore prima dell'aggressione di Noah, dove si conosce meglio il personaggio di Juliette, professoressa di filologia romanza che è venuta dalla Francia per insegnare anche se alla fine del semestre concordato tornerà a Parigi dal marito, un uomo molto più vecchio di lei, in passato suo mentore, che non è in buone condizioni di salute. Juliette inizia ad appassionarsi al libro di Noah, La discesa, e comincia a provare una certa infatuazione per lui. Dopo la cena con Noah e i suoi studenti, ha un rapporto sessuale con uno di loro. Poi nel cuore della notte va nell'appartamento di Noah e lo trova disteso per terra in una pozza di sangue, e chiama un'ambulanza. Noah viene ricoverato d'urgenza e quando si risveglia vede che Helen, Trevor e Stacey sono lì con lui. Scopre che qualcuno, che lui non ha identificato, lo ha accoltellato alla gola, sono riusciti a salvarlo ricucendo l'arteria, fortunatamente la giugulare non è stata compromessa. La polizia lo interroga, probabilmente Cole è il sospettato numero uno dato che, oltre al fatto che gli ha ucciso il fratello, gli portò via la moglie, ma Noah afferma che non ha più visto Cole dal processo. Poi gli chiedono di Alison, e Noah spiega che sono separati ormai da tempo. Nina lo porta via dall'ospedale e gli dà un passaggio da Juliette, che lo accudisce, poi i due si baciano. Noah capisce che la persona che lo perseguita è John Gunther, un secondino del penitenziario dove ha passato gli ultimi tre anni. John Gunther, il quale affermava di conoscerlo quando erano giovani, all'inizio era gentile con lui ma poi iniziò a dargli il tormento.

## Festa di compleanno
- Titolo originale: 304
- Diretto da: John Dahl
- Scritto da: Stuart Zicherman

### Trama
L'episodio inizia con Cole che sogna di fare l'amore con Alison, venendo poi svegliato da Joanie. Ad Alison viene dato il permesso di poter giocare con Joanie al parco sotto la supervisione di Cole e di un assistente sociale, la donna si diverte a giocare con la sua bambina, sebbene sia un po' ansiosa. È il giorno del compleanno di Joanie, dunque Cole e Luisa fanno una bella festa per lei a casa loro invitando pure Alison, e nonostante quest'ultima aveva preparato una torta per la sua bambina, Luisa la sminuisce preparandone un'altra. Cole ha una bella sorpresa per la figlia: un giro a cavallo, e nonostante ci sia un po' di agitazione  quando la piccola cade dal cavallo, tutto va per il meglio dato che non succede nulla per cui preoccuparsi. Cole va a casa di Alison e l'amore tra i due riaffiora con prepotenza, infine Alison e Cole finiscono a letto insieme.

## Il dolore di una perdita
- Titolo originale: 305
- Diretto da: Jeffrey Reiner
- Scritto da: Sharr White

### Trama
Alison riceve la visita di Noah, che vorrebbe convincerla a tornare con lui, poi arriva Cole, e Noah si nasconde. L'ex marito di Alison è lì solo per dirle che ciò che è accaduto tra di loro è stato una sbaglio e che non vuole più tradire Luisa. Alison gli chiede se è disposto a cederle l'affidamento congiunto di Joanie, ma Cole preferisce che sia il tribunale a decidere tutto, infatti non nasconde che non si fida di lei e della sua instabilità emotiva. Alison chiede a Noah il divorzio, ma lui le propone una giornata a Block Island, e se il giorno dopo non avrà cambiato idea, le promette che firmerà i moduli del divorzio. I due vanno a Block Island in traghetto, Alison comunque sembra pronta ad andare fino in fondo con il divorzio, avendo capito che Cole, odiando Noah, non le concederebbe mai l'affidamento congiunto della figlia se resterà sposata con lui. Noah le consiglia di non farsi illusioni, perché a suo dire Cole non smetterà mai di vederla come un caso disperato. Alison e Noah entrano di nascosto in una proprietà privata e si fanno un bagno nudi nell'idromassaggio, Noah ammette di aver sbagliato perché quando stavano insieme pensava solo alla sua carriera, ma Alison gli fa capire che il problema era un altro, ovvero che in realtà non si sono mai amati veramente, oltre al fatto che la loro relazione era sbagliata, Noah aveva iniziato la loro storia perché vedeva in Alison una via di fuga da una vita infelice con Helen, mentre Alison aveva solo usato Noah per scappare da un'esistenza infelice. Poi arriva il padrone di casa e i due scappano via, e nonostante tutto si divertono. Quando inizia a cadere la pioggia trovano riparo e passano la serata davanti al fuoco, Noah le dice che comunque anche se lei non lo ricambiava l'ha amata veramente. Alison sente di essere un fallimento come madre per aver abbandonato Joanie, poi ripensando al suo passato capisce che Cole è l'unica persona che si sia mai veramente presa cura di lei. Noah le racconta di sua madre e di come stesse male a causa delle sue pessime condizioni di salute, ma nonostante tutto per il solo fatto che era presente nella sua vita la considerava una brava madre. Noah e Alison fanno l'amore, ma il mattino dopo lui firma i moduli del divorzio e i due si salutano. Mentre è in auto John inizia a seguirlo, e Noah per seminarlo fa un incidente stradale, ma fortunatamente ne esce incolume.

## La casa sul lago
- Titolo originale: 306
- Diretto da: Agnieszka Holland
- Scritto da: Alena Smith

### Trama
Noah dopo l'incidente va da Juliette e passa la notte con lei scoprendo che suo marito è malato di alzheimer, ormai a stento la riconosce, poi cerca di sedurre Noah ma viene respinta ancora una volta. Noah va in Pennsylvania nella casa dove aveva vissuto la sua giovinezza, mentre Helen e Vic vanno a cena con Bruce che a gran sorpresa è tornato insieme a Margaret, i due sembrano felici da quando sono tornati insieme. Quando Helen va alla riunione con il preside della scuola di Martin, scopre che suo figlio sta facendo troppe assenze, cosa che non gioca a suo favore dato che è il suo ultimo anno di scuola. Helen va da Nina e le chiede se Noah stia bene, a quel punto Nina rinfaccia a Helen tutta la rabbia che prova nei suoi riguardi accusandola di non aver mai capito quanto Noah fosse infelice in tutti gli anni del loro matrimonio perché non ha mai cercato di conoscerlo per davvero, non avendo mai provato a capire per quale ragione Noah non volesse mai passare del tempo con la sorella, o con i nipoti, o anche col padre, ma soprattutto afferma che la vera ragione per cui Noah l'aveva sposata era perché Helen è una maniaca del controllo e che questo compensava l'infelicità nella sua vita. Helen, stufa di sentirsi attaccata, se ne va via ma non prima che Nina, con delle allusioni, le faccia capire che in realtà è a conoscenza del fatto che è stata Helen e non Noah a uccidere Scotty. Helen va da Max, il quale sta per sposarsi, e fa sesso con lui, poi gli chiede se secondo lui Noah era infelice quando lo conobbero all'università, tra l'altro mette in discussione il fatto che Noah l'avesse mai amata o meno, inoltre gli chiede se prima di conoscere Alison l'aveva già tradita, infatti Helen è irritata dal fatto che tutti continuino a dirle che negli anni in cui stava con Noah non avesse mai imparato a conoscerlo veramente. Max, avendo capito che Helen lo ha sedotto solo per scucirgli qualche informazione su Noah, fuori di sé dalla rabbia, la caccia via da casa sua. Noah, giunto nella sua vecchia casa, trova Martin, il quale era andato lì per stare un po' da solo. Martin vuole lasciare la scuola a unirsi all'esercito, poi padre e figlio vanno a cenare da alcuni amici di infanzia di Noah, e lui chiede loro se si ricordano di John Gunther, e loro gli riferiscono la sua famiglia gestisce un emporio di caccia in città. Noah fa vedere a Martin la lettera d'addio di sua madre Rebecca, fu Noah a scriverla dato che lei non riusciva nemmeno a tenere in mano la penna, Noah è ben consapevole di aver deluso Martin, ma lo convince a tornare a scuola e a prendere il diploma, poi i due si abbracciano.

## Dipendenze
- Titolo originale: 307
- Diretto da: Jeffrey Reiner
- Scritto da: Anya Epstein

### Trama
Noah sta sempre peggio a causa della ferita al collo, poi va all'emporio della famiglia di John e scopre dalla madre che lui e la famiglia si sono trasferiti a Hughsonville, inoltre compra un coltello. Helen ospita Noah a casa sua nel seminterrato, nascondendolo ai figli, Vic non è d'accordo sentendosi minacciato dalla sua presenza, comunque lo visita e vede che la ferita si sta infettando, e capisce che Noah sta sviluppando una dipendenza da antidolorifici. Vic vuole che Helen lo cacci via di casa perché la sua presenza mette in pericolo i ragazzi dato che il suo aggressore è ancora a piede libero. Noah continua ad avere visioni di John che lo tormentava quando era in prigione, poi arriva Whitney insieme a Furkat, e quest'ultimo si diverte a provocare Noah il quale non accetta che sua figlia stia con un uomo più vecchio di lei, poi Furkat lo prende a pugni. Whitney comprende che sua madre è ancora innamorata di Noah cercando di farle capire che è ingenuo da parte sua illudersi che un giorno torneranno insieme dopo tutto quello che è successo, affermando che il problema di Helen è che non ha stima di se stessa. Vic decide di lasciare Helen dato che non ha mandato Noah fuori di casa come gli aveva chiesto, avendo capito che per quanto Noah possa creare problemi lei lo pordonerà sempre perché lo ama ancora. Alla fine Noah e Helen fanno sesso ma con effetti disastrosi.

## Decisioni
- Titolo originale: 308
- Diretto da: John Dahl
- Scritto da: Stuart Zicherman

### Trama
L'udienza per l'affidamento congiunto di Joanie volge a favore di Alison grazie all'inaspettata testimonianza di Luisa a suo favore, anche se Cole ha delle riserve. Alison va alla clinica dove l'avevano ricoverata e aiuta una giovane ragazza che ha perso di recente la sua bambina. Alison informa Cole che ha deciso di lavorare come consulente per aiutare le persone, ma da questo scaturisce l'ennesimo litigio tra i due. Alison va al bar e lì incontra Helen, le due discuto su Noah e entrambe concordano sul fatto che è un uomo intelligente ma mentre Alison lo vedeva come una persona matura, motivata e ambiziosa, Helen lo vedeva come un uomo insicuro che doveva essere costantemente spronato. Helen ammette che aveva sempre maturato l'idea che un giorno Noah avrebbe lasciato Alison per ritornare con lei, Alison si scusa con Helen per averle portato via il marito, ma Helen l'ha già perdonata perché ha capito che non è stata colpa di Alison ma sua perché non faceva sentire Noah importante. Luisa fa pressioni a Cole per avere dei figli loro, ma Cole non sembra così eccitato all'idea. Oscar capisce subito che Cole è stato a letto con Alison, e cerca di farlo ragionare, infatti Cole non può fare a meno di chiedersi come sarebbe la sua vita se lui e Alison tornassero insieme. Oscar cerca di ricordargli tutte le cose brutte che la sua ex moglie gli ha fatto, poi gli spiega che in tutte le storie d'amore per quando all'inizio siano romantiche e coinvolgenti arriva il momento in cui la passione va via e subentrano i doveri e le responsabilità, e dunque Oscar domanda a Cole chi vorrebbe al suo fianco quando ciò avverrà: Alison dopo che lo ha deluso tante volte, o Luisa che è sempre stata una moglie devota. Cole va da Luisa e le dice che vuole avere un bambino con lei, ma poi arriva la polizia e chiedono a Cole dove fosse quando Noah è stato aggredito, infatti c'è una foto di Cole a un casello dopo il ponte George Washington, nelle vicinanze di Livingston dove lavora Noah. Cole si rifiuta di dire dove si trovava e quando mette le mani addosso a uno dei detective, viene arrestato. Un amico poliziotto di Alison le dice che Cole è stato messo in cella di detenzione e quindi va da lui. Cole ammette che quando Noah è stato aggredito lui era andato a trovare la dottoressa che si stava prendendo cura di Alison per sapere come stava, non ha voluto dirlo alla polizia per paura che tutti sappiano che lui si preoccupa ancora per Alison, lui teme che le persone possano accorgersi che la ama ancora, infatti da quando è tornata dalla clinica ha iniziato a immaginare come sarebbe la sua vita se lui, Alison e Joanie fossero una famiglia. Sta cercando di costruirsi una vita perfetta con Luisa per convincere gli altri (ma soprattutto se stesso) che non ha bisogno di Alison, ma ammette che è stufo di fingere perché la verità e che non può nemmeno immaginare una vita senza di lei. Alison, che è ancora innamorata di lui e sarebbe felice di tornare insieme a Cole, gli dice che non è costretto a fingere, ma Cole le spiega che lui non è come Noah. Alison cerca di fargli capire che una volta per tutte che Cole deve accettarla per quella che è, compresi i suoi difetti, anche se sta lavorando su se stessa affermando che ora è una persona più forte. Alison ammette di amare ancora Cole e che lo amerà per sempre, ma che spetta solo a Cole decidere cosa fare. Cole viene rilasciato e poi va a casa sua, ma esce nel cuore della notte e va da Alison. I due escono fuori e si siedono su una panchina, e Cole le dice che ha deciso di rimanere con Luisa. Alison ci rimane male, infatti con tutto quello che hanno passato credeva veramente che lei e Cole sarebbero tornati insieme, infatti capisce che lui ha paura del giudizio delle persone, perché ama essere considerato un pilastro e un modello per la comunità, ma se lasciasse Luisa per tornare con Alison tutti lo giudicherebbero male, e benché con Alison possa nuovamente essere felice, preferisce scegliere una vita triste solo perché la ritiene la scelta più etica, comunque rispetta la sua decisione. Cole torna da Luisa e lei è pronta a dare al loro matrimonio un'altra possibilità.

## Alter ego
- Titolo originale: Alter ego
- Diretto da: John Dahl e Jeffrey Reiner
- Scritto da: Sarah Sutherland e Sarah Treem

### Trama
Helen va dai suoi genitori con Trevor, Martin e Stacey, le cose per lei si fanno tese, anche per via della sua rottura con Vic, alla fine confessa ai genitori e ai figli che è stata lei a investire Scotty e non Noah, ma soprattutto intende dirlo ai Lockhart, in special modo a Cherry. Bruce e Margaret cercano di farle capire che ormai non vale più la pena confessare, ci sarebbe un altro processo e i suoi figli affronterebbero un altro calvario dato che lei finirebbe in prigione. Helen va al bar e incontra Alison e proprio quando stava per confessarle la verità sulla morte di Scotty, lei la sorprende dicendole che già sapeva che era lei alla guida dell'auto e non Noah visto che Alison era lì presente, infatti le rivela che è stata lei a spingere Scotty per strada mentre era sul ciglio della strada. Proprio come i genitori di Helen, anche Alison le spiega che a questo punto non vale la pena confessare la verità a Cherry, aggiungono che Scotty non era una brava persona. Helen capisce solo ora quanto sia stata ingenua, lei credeva che Noah stesse proteggendo lei quando si prese la colpa dell'omicidio di Scotty, ma in realtà stava proteggendo Alison. Helen va da Vic e gli rivela che è stata lei a investire Scotty e per vigliaccheria ha lasciato che Noah si prendesse la colpa, ed è per questo che era così apprensiva con lui, e non per amore. Adesso Helen è afflitta dal dolore, ma Vic le spiega che deve imparare a conviverci, ora Vic è occupato dato che deve fare un'operazione, ma senza sbilanciarsi con le parole, dice a Helen che finito il suo turno all'ospedale andrà a trovarla, facendo intendere che probabilmente è pronto dare alla loro storia una seconda possibilità. Noah va a Hughsonville, e incontra la moglie di John, la segue fino a casa sua e lì scopre che John ha un figlio autistico, inoltre è un padre e un marito amorevole. Noah, con il coltello comprato all'emporio della famiglia di John, lo minaccia, infatti lui crede che sia stato John a ferirlo quella sera, oltre al fatto che da tempo lo perseguita. John, sorpreso di vederlo, non capisce a cosa si stia riferendo, poi lo disarma e con le cattive gli intima di non riavvicinarsi mai più alla sua famiglia. Noah capisce che tutto quello che è accaduto è stato un parto della sua mente, John non gli ha mai dato il tormento quando era in carcere, e non lo ha mai perseguitato dopo la scarcerazione, Noah si era immaginato tutto, adesso deve affrontare i suoi demoni interiori: è stato lui a causare la morte di sua madre, era stanco di vederla soffrire a causa della malattia, quindi manomise i suoi farmaci causando la sua morte. Decise di assumersi la colpa per la morte di Scotty al posto di Helen e Alison perché voleva espiare la sua colpa per quello che fece alla madre. Inoltre è stato lui ad autoinfliggersi quella ferita al collo.

## Parigi
- Titolo originale: 310
- Diretto da: Jeffrey Reiner
- Scritto da: Sharr White (soggetto); Sarah Treem e Sharr White (sceneggiatura)

### Trama
Noah passa dei bei momenti romantici con Juliette a Parigi, ormai stanno insieme da diversi mesi, proprio a Parigi Noah scopre che Furkat metterà in mostra le sue opere, quindi Noah ne approfitta per stare un po' con Whitney, ma lei mostra solo ostilità nei riguardi del padre. Il marito di Juliette, Etienne, sembra stare meglio per la felicità della moglie e della loro figlia Sabine, ma in realtà non riesce a riconoscere la figlia, e Juliette si sente umiliata quando Etienne la confonde per la sua prima moglie. Juliette deve affrontare la rabbia della figlia la quale non le perdona di essere andata in America invece che accudire suo marito oltre al fatto che era già a conoscenza del fatto che lei e Noah sono amanti, la donna ricorda tutte le ripetute infedeltà di Etienne, inoltre la carriera di Juliette è compromessa all'università dato che il suo lavoro è sempre stato all'ombra di quello del marito, e ora che sta per morire lei sarà tutta sola. Noah va alla mostra di Furkat vedendo Whitney svolgere delle umilianti mansioni come cameriera, poi litiga con Furkat il quale non fa altro che ignorarla, infine la picchia. Noah è fuori di sé dalla rabbia ma Whitney lo convince a calmarsi. Padre e figlia fanno una passeggiata e lui cerca di farle capire che Furkat non è innamorato di lei, e che il suo compito come padre è proteggerla da uomini di quel tipo. Noah la convince a prendersi una pausa da lui, poi Whitney passa la notte da suo padre, e gli chiede se ama Juliette; lui si limita a dirle che ormai ha imparato a rapportarsi all'amore con più prudenza. Noah le spiega che i figli in genere imparano dagli sbagli dei genitori. Etienne muore, e dunque Juliette e Noah decidono di lasciarsi da buoni amici dato che ora devono prendersi cura delle loro figlie. Noah riporta Whitney per la vigilia di Natale da Helen, la quale è tornata con Vic, poi Whitney lo ringrazia, e Martin lo invita a passare il Natale insieme a lui, Trevor e Stacey al Central Park, e lui accetta. Infine Noah e Helen si salutano scambiandosi un sorriso.